# Heteromorpha occidentalis
Heteromorpha occidentalis là một loài thực vật có hoa trong họ Hoa tán. Loài này được P.J.D.Winter mô tả khoa học đầu tiên năm 1996.